# یوری ریباک
یوری ریباک (انگلیسی: Yury Rybak؛ زادهٔ ۶ مارس ۱۹۷۹) جودوکار و سامبوکار اهل بلاروس است.